# María Elósegui

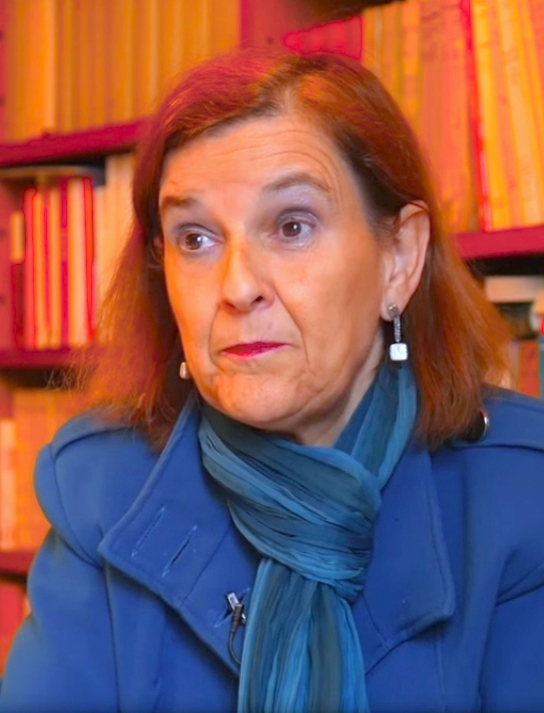
Elósegui (2014)

María Elósegui Itxaso (* 7. Dezember 1957 in San Sebastián) ist eine spanische Juristin, Philosophin, Hochschullehrerin und Richterin am Europäischen Gerichtshof für Menschenrechte.

## Leben und Wirken
María Elósegui studierte zunächst Philosophie an der Universität Navarra, wo sie 1980 ihren Bachelor und 1986 ihren Master of Arts in Philosophie erwarb. Ein Jahr später wurde sie in Navarra zur Dr. phil. promoviert. Von 1982 bis 1988 war sie als Dozentin an der Universität Bilbao tätig. Von 1988 bis 1990 war sie als Forschungsassistentin an der Universität Glasgow tätig. Während dieses Aufenthalts erwarb sie dort einen weiteren Mastertitel in Philosophie. 1994 erwarb sie nach einem entsprechenden begleitendem Studium der Rechtswissenschaften an der Universität von Saint-Louis in Brüssel den Mastergrad der Rechtswissenschaften. 2002 wurde sie von der Universität Navarra auch zur Dr. iur. promoviert.
Bereits 1991 hatte Elósegui eine Assistenzprofessur für Rechtsphilosophie an der Universität Saragossa angetreten, 1994 übernahm sie dort den ordentlichen Lehrstuhl für Rechtsphilosophie, Menschenrechte und Rechtstheorie, den sie bis 2018 innehatte. Forschungsaufenthalte führten sie mehrfach an die Universität Kiel sowie an das Direktorat des Europarats und das Max-Planck-Institut Heidelberg. Darüber hinaus war sie unter anderem Mitglied der Europäischen Kommission gegen Rassismus und Intoleranz und der Bioethik-Kommission von Aragon.
Im Januar 2018 wurde Elósegui als Nachfolgerin von Luis López Guerra als Vertreterin Spaniens zur Richterin am Europäischen Gerichtshof für Menschenrechte gewählt. Sie trat ihre voraussichtlich bis 2027 dauernde Amtszeit am 15. März 2018 an.

## Kritik
Bereits im Vorfeld zu ihrer Wahl zur Richterin am EGMR waren Elósgui mehrfach homophobe Tendenzen vorgeworfen worden. Von spanischen Medien seien ihr Aussagen zugeschrieben worden, in denen unter anderem ein Zusammenhang zwischen Homosexualität und Pathologien hergestellt wird oder Transsexualität selbst als „Krankheit“ bezeichnet wird.